# Riff 'n Roll
Riff 'n roll es el segundo álbum en vivo de la banda argentina de hard rock Riff, originalmente publicado por CBS en 1987.
Este álbum, grabado en 1986 en el recinto Paladium, en Buenos Aires, contó con la participación de JAF en guitarra y voz, y Oscar Moro en batería, además de Pappo en guitarra y voz y Vitico en bajo y voz.
Fue reeditado en CD y casete en 1992 bajo el título de Pappo - JAF - Vitico - Moro por Columbia Records, con otra
carátula.
El álbum Paladium '86, editado en 1995, recoge parte de un show la noche siguiente, también en Paladium.
Lista de canciones
| N.º   | Título                                | Escritor(es)              | Duración |  |
| 1.    | «Dios devorador»                      | Pappo, Oscar Moro         | 5:38     |  |
| 2.    | «Apiádate de él, señor»               | Pappo, JAF                | 5:24     |  |
| 3.    | «La espada sagrada»                   | Pappo, Vitico, Oscar Moro | 2:31     |  |
| 4.    | «Ojo animal»                          | Pappo, Oscar Moro         | 4:24     |  |
| 5.    | «Elena X se hacía llamar»             | JAF                       | 7.36     |  |
| 6.    | «Nacido para ser así»                 | Vitico                    | 4:12     |  |
| 7.    | «No me fue muy bien en el extranjero» | Vitico                    | 3:12     |  |
| 8.    | «Ex-terminador»                       | Pappo, Vitico             | 2:46     |  |
| 9.    | «Parece que viene bien»               | Vitico                    | 2:30     |  |
| 38:17 |                                       |                           |          |  |

## Créditos
- Pappo - Guitarra líder y voz
- JAF - Voz y guitarra rítmica
- Vitico - Bajo y voz
- Oscar Moro - Batería y percusión
- Celeste Carballo - Voz (Músico invitado)
- Willy Crook - Saxo (Músico invitado)
- Luis Millán - Armónica (Músico invitado)